# Manfred Krug

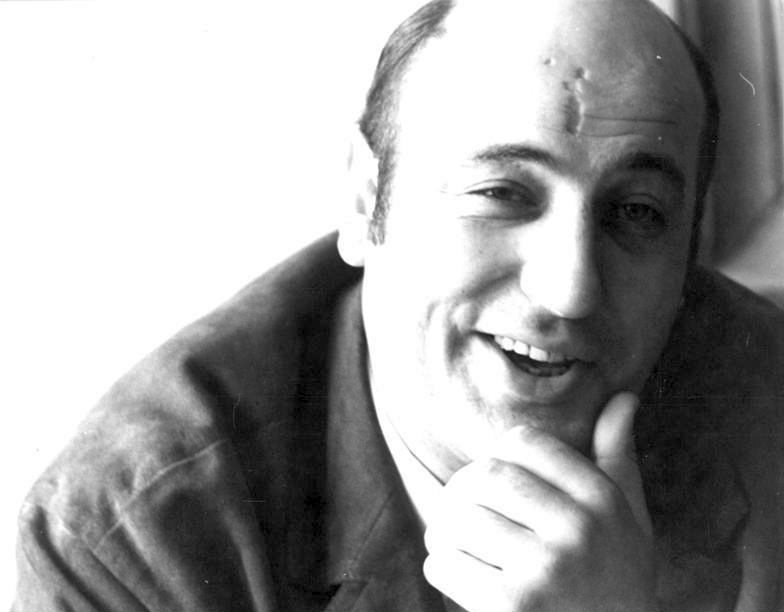
Manfred Krug (1971)

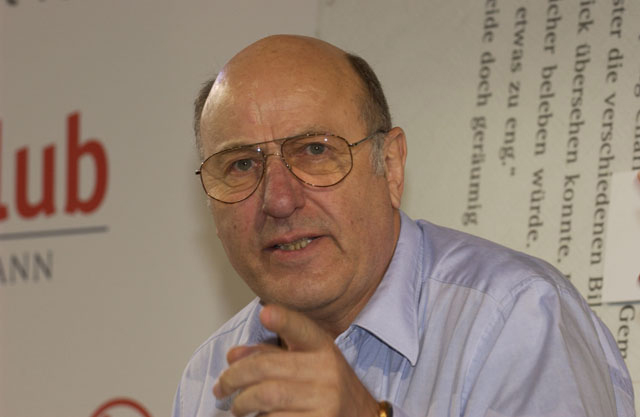
Manfred Krug (2003)

Manfred Krug (* 8. Februar 1937 in Duisburg; † 21. Oktober 2016 in Berlin) war ein deutscher Schauspieler, Sänger und Schriftsteller. Bis zu seiner Übersiedlung in die Bundesrepublik im Juni 1977 war er einer der bedeutendsten Künstler der DDR. Als Pseudonyme verwendete er zu DDR-Zeiten Clemens Kerber (als Liedtexter) und Isa Karfunkelstein (als Interviewer seiner selbst).

## Leben

### Kindheit

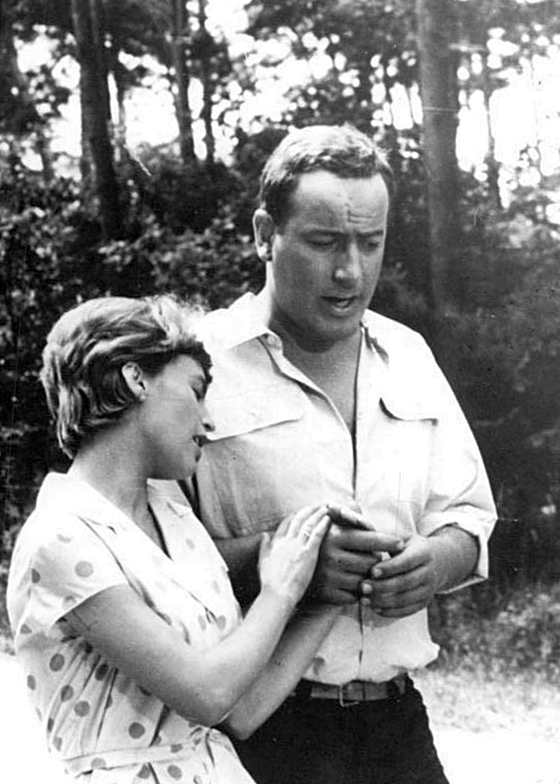
Manfred Krug und Christel Bodenstein bei den Dreharbeiten zu Beschreibung eines Sommers (1962)

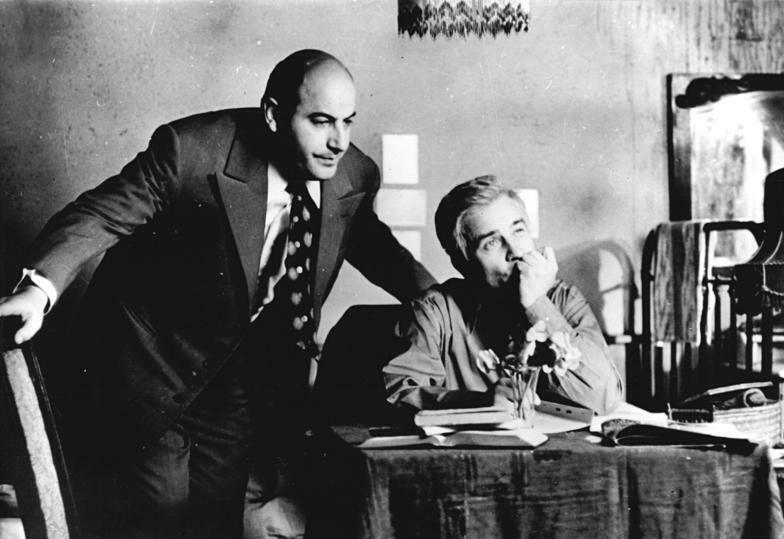
Manfred Krug (links) mit Armin Mueller-Stahl als Hauptdarsteller in Die Verschworenen (1971)

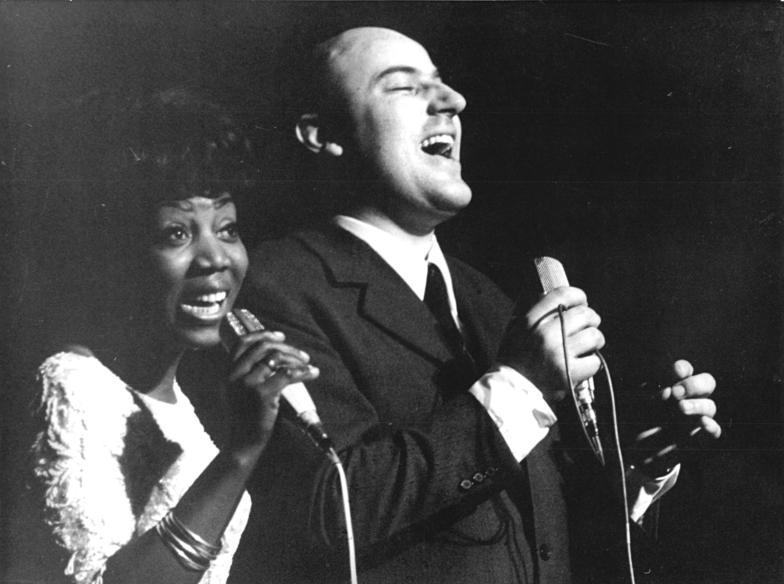
Manfred Krug im Duett mit Etta Cameron (1970)

Manfred Krug wurde an einem Rosenmontag als erstes Kind der Eheleute Rudolf und Alma Krug in Duisburg geboren. Sein Vater war Eisenhütten-Ingenieur, der zunächst bei Thyssen in Duisburg als Schmelzer im Stahlwerk arbeitete. Kurz nach der Geburt zog die Familie in die Nähe von Osnabrück nach Georgsmarienhütte, da der Vater im dortigen Stahlwerk eine bessere Stellung fand. Ein knappes Jahr nach der Geburt von Manfred Krugs Bruder Roger 1939 zog die Familie weiter, vor die Tore Berlins nach Hennigsdorf, wo der Vater eine Anstellung als Oberingenieur im Stahl- und Walzwerk angenommen hatte. Die ersten Kriegsjahre wurde er nicht eingezogen, da seine Arbeitsstelle als kriegswichtig galt. Nach der Zerstörung des Stahlwerks musste er dann aber doch noch an die Ostfront.
Kurz vor Kriegsende wurde Manfred Krug aus Furcht vor den Russen zu seiner Großmutter Lisa nach Duisburg geschickt. Hier erlebte er einen der schweren Bombenangriffe auf Duisburg mit, worauf seine Mutter die sofortige Rückkehr nach Hennigsdorf veranlasste. Beide Zugreisen unternahm er trotz seines Alters und der kriegsbedingten chaotischen Verhältnisse allein. In Hennigsdorf erlebte er das Kriegsende.
Der Vater, der den Krieg unverletzt überlebte, setzte sich in die britische Zone ab, wo er in britische Gefangenschaft geriet. Aufgrund der kargen Verhältnisse wurde Krug erneut zur Großmutter nach Duisburg geschickt. Die ersten Nachkriegsjahre verbrachte er in der Schweizer Straße im Stadtteil Duissern, wo er auch zur Volksschule ging. Nach der Heimkehr des Vaters aus der Gefangenschaft wurde sein jüngerer Bruder ins Rheinland zu Verwandten mütterlicherseits geschickt. Die Familie blieb aber getrennt, da der Vater auf der Suche nach Arbeit viel unterwegs war. Als sich diese als erfolglos erwiesen hatte, entschloss sich der Vater mit beiden Söhnen zur Rückkehr nach Hennigsdorf. Seine Frau hatte sich jedoch inzwischen einem anderen Mann zugewandt. Die Ehe wurde geschieden, die Kinder getrennt, Manfred Krug blieb beim Vater.

### Übersiedlung in die DDR
Krugs Vater zog 1949 nach seiner Scheidung mit dem Sohn von Duisburg in die gerade gegründete DDR nach Leipzig. Die dortigen Quartiere befanden sich in der Rietschelstraße 35 und Friesenstraße 1 in Lindenau sowie in der Blumenstraße 15 in Gohlis. Zum Unterricht ging er in die 33. Grundschule in der Theresienstraße.
Manfred Krug absolvierte eine Lehre zum Stahlschmelzer im Stahl- und Walzwerk in Brandenburg an der Havel, dem heutigen Industriemuseum. Ein Spritzer flüssigen Stahls hinterließ die markante Narbe auf seiner Stirn. Während dieser Zeit machte er an der Abendschule das Abitur. Danach begann er ein Studium an der Staatlichen Schauspielschule Berlin, das er jedoch abbrechen musste. Nach einem Vorsprechen mit einem Part aus dem Bühnenstück Tanja von Alexei Arbusow vor Bertolt Brecht und seinem Assistenten Peter Voigt wurde Krug 1955 für 250 Mark Monatsgage als Eleve beim Berliner Ensemble engagiert, bei dem er bis 1957 blieb.
In einer Wohngemeinschaft in der Ost-Berliner Cantianstraße 22 lebte Krug zusammen mit dem Schriftsteller Jurek Becker, der einer seiner engsten Freunde wurde.
Ab 1957 trat Krug im Kino und Fernsehen der DDR in Rollen von Halbstarken und Ganoven auf. 1960 übernahm er eine Rolle in dem erfolgreichen Film Fünf Patronenhülsen von Frank Beyer. In dem DEFA-Märchenfilm König Drosselbart (1965) war er an der Seite von Karin Ugowski in der Titelrolle zu sehen. Seine Rolle als draufgängerischer Brigadeleiter im Film Spur der Steine, unter der Regie von Frank Beyer, trug 1966 zum Verbot bei; er wurde nach drei Tagen aus den Kinos genommen und durfte in der DDR erst während der Wendezeit 1989 wieder gezeigt werden.
Manfred Krug war in der DDR auch als Jazz-Sänger populär; Jazz war für ihn eine der „schönsten Kulturerfindungen des amerikanischen Brudervolkes“. 1969 besetzte ihn Walter Felsenstein an der Komischen Oper Berlin als Sporting Life für die DDR-Erstaufführung von George Gershwins Oper Porgy and Bess (Regie: Götz Friedrich, Premiere: 24./25. Januar 1970). Ab 1971 veröffentlichte Krug zusammen mit dem Komponisten und Saxofonisten Günther Fischer mehrere Langspielplatten, auf denen er anspruchsvolle, kunstvoll arrangierte Schlager und Chansons sang. Die Texte schrieb er unter dem Pseudonym Clemens Kerber in den 1960er und 1970er Jahren selbst. Außerdem erschien ein Album mit Jazz-Standards, Greens. Besonders populär war der Song Es steht ein Haus in New Orleans. Noch heute sehr bekannt sind seine Auftritte bei den Veranstaltungen Lyrik – Jazz – Prosa, von denen mehrere Mitschnitte veröffentlicht wurden. Die beiden von Krug rezitierten Stücke Die Kuh im Propeller (von Michail Soschtschenko) und Der Flaschenzug können aufgrund seiner ausdrucksstarken Interpretation noch heute viele ehemalige DDR-Bürger auswendig. Krug trat auch in zahlreichen Fernsehsendungen auf und arbeitete als Synchronsprecher, beispielsweise für den Film Eolomea. Für seine Rolle des Willi Heyer in dem fünfteiligen Fernsehfilm Wege übers Land erhielt er 1968 den Nationalpreis der DDR.

### Folgen des Protests und Ausreise
Ende 1976 hatte Krug das Protestschreiben gegen die Ausbürgerung von Wolf Biermann unterzeichnet. Infolgedessen bekam er keine Rollenangebote mehr, was einem Berufsverbot gleichkam – er wurde als Künstler kaltgestellt. Ein Teil der geplanten Konzerte mit dem Günther-Fischer-Quintett konnte jedoch noch stattfinden, das letzte am 12. April 1977 in Wismar.

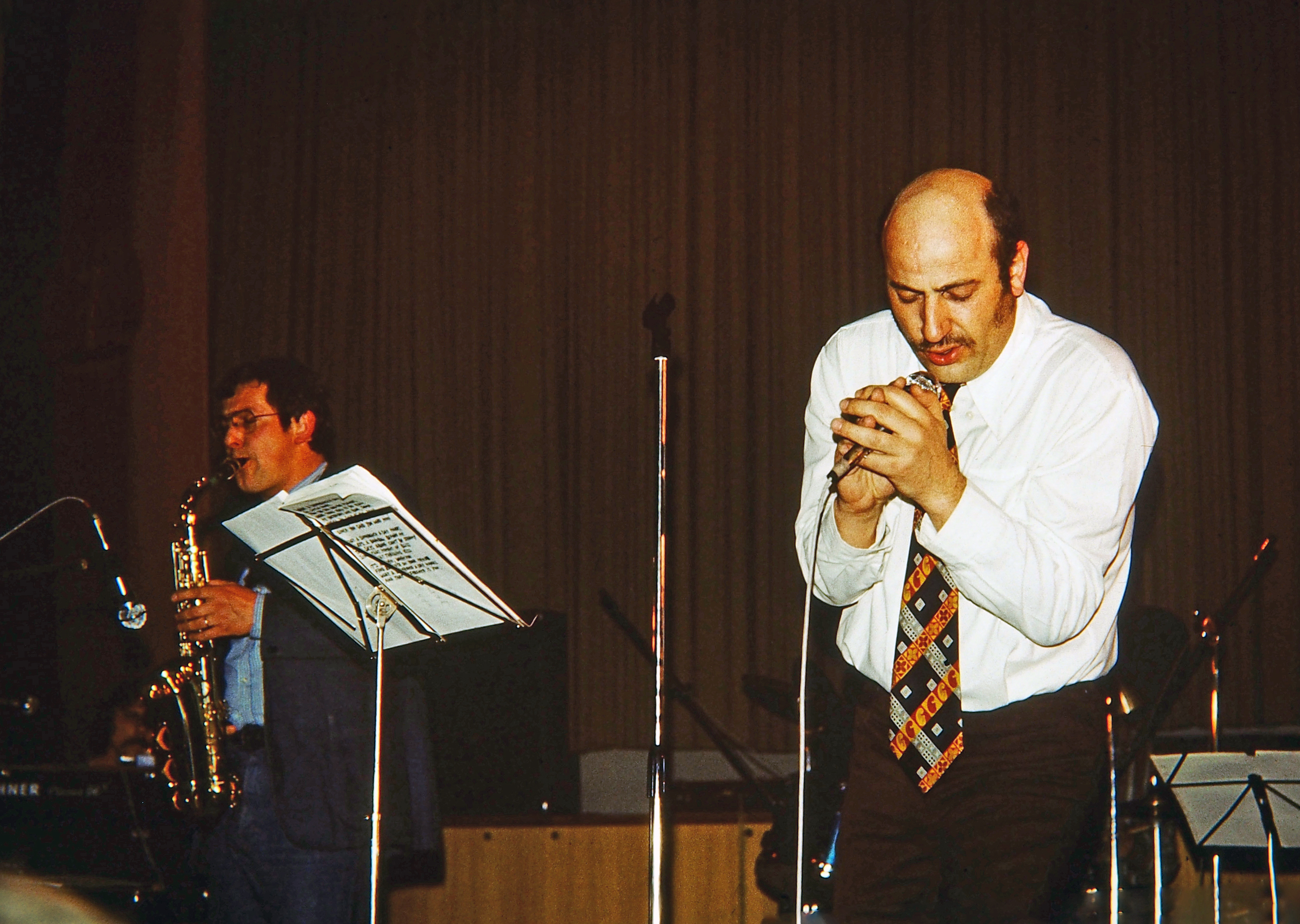
Manfred Krug und Günther Fischer (links), Konzert in Freiberg (1977)

Am 19. April 1977 stellte er einen Ausreiseantrag, der schließlich genehmigt wurde, sodass er Ost-Berlin am 20. Juni 1977 über den Grenzübergang Bornholmer Straße mit dem eigenen Auto verließ. Neben seiner Frau und seinen drei Kindern durfte auch seine Haushälterin mit ihm ausreisen. Krug konnte auch fünf Autos seiner Oldtimer-Sammlung und seine Antiquitäten in den Westen mitnehmen. Offensichtlich hatte Krug für seine Frau Ottilie das Recht, jederzeit Besuche in der DDR machen zu dürfen, ausgehandelt. Auch seine Villa in Berlin-Pankow blieb im Besitz seiner Familie; sie wurde von Krug erst nach dem Ende der DDR verkauft. In seinem privaten Umfeld wurde er bis zur Ausreise und auch noch in Westberlin von der Staatssicherheit beschattet.
Die Dokumentation der damaligen Geschehnisse veröffentlichte Krug zwanzig Jahre später in seinem Bestseller Abgehauen. Er zeichnete eine schonungslose Darstellung des Alltags nicht ganz linientreuer DDR-Bürger. Das Buch wurde 1998 unter der Regie von Frank Beyer unter demselben Titel verfilmt, Manfred Krug wurde dabei von Peter Lohmeyer verkörpert. Der erste Teil ist die Abschrift seines heimlichen Tonbandmitschnittes eines Streitgesprächs über das Wiedereinreiseverbot gegenüber Biermann in Krugs Haus zwischen den drei hochrangigen DDR-Funktionären Werner Lamberz, dem Chef der Agitations- und Propagandaabteilung des Politbüros, dessen Mitarbeiter Karl Sensberg, dem Intendanten des Fernsehens der DDR Heinz Adameck und zwölf Schriftstellern und Schauspielern der DDR: Neben Krug waren dies Stefan Heym, Jurek Becker, Christa Wolf, Hilmar Thate, Klaus Schlesinger, Jutta Hoffmann, Dieter Schubert, Ulrich Plenzdorf, Heiner Müller, Frank Beyer und Angelica Domröse. Der zweite Teil des Buches besteht aus Tagebucheinträgen Krugs ab dem Zeitpunkt, da er seinen Ausreiseantrag gestellt hatte, bis zur Übersiedlung nach Westdeutschland. Laut Krug waren der Mitschnitt und seine Tagebucheinträge, die sich zu dem Zeitpunkt bereits im Westen befanden, seine Absicherung gegen eine Verhaftung und Verhandlungsmasse für seine privilegierte Ausreise 1. Klasse. Dies dürfte auch der Grund sein, warum er sowohl den Tonbandmitschnitt als auch die Tagebucheinträge erst nach dem Ende der DDR veröffentlichte. Der dritte Teil ist die Wiedergabe eines Protokolls seines Nachbarn, der ihn als inoffizieller Mitarbeiter der Stasi bespitzelt hat.

### Bundesrepublik Deutschland
Krug wohnte nach seiner Ausreise im Westteil der Stadt in Berlin-Schöneberg. In der Bundesrepublik setzte er seine Karriere nahtlos fort. In einer seiner ersten Rollen war er von 1977 bis 1992 als Fernfahrer Franz Meersdonk in der ARD-Serie Auf Achse zu sehen und drehte an Orten, z. B. in Südafrika oder in der Atacamawüste in Südamerika, die ihm in der DDR verwehrt waren, wie er später in einem Stern-Interview bekundete. Als einer der beliebtesten deutschen Schauspieler verkörperte er parallel über lange Zeit hinweg verschiedene Charaktere in unterschiedlichen Fernsehserien.
Große Popularität erlangte Krug in der Rolle des eigenwilligen Rechtsanwalts Robert Liebling in der Fernsehserie Liebling Kreuzberg. Die Drehbücher zu den ersten drei Staffeln und der fünften Staffel schrieb sein Freund Jurek Becker. Auch in der Kindersendung Sesamstraße war er zu sehen. Beliebt war er auch als Kommissar Paul Stoever an der Seite von Charles Brauer als Peter Brockmöller im Tatort des NDR. Diesen verkörperte er von 1984 bis 2001 41-mal, womit Krug zeitweise der „dienstälteste“ Tatortkommissar war und 2008 in einer Umfrage zusammen mit Brauer zum zweitbeliebtesten nach Götz George gewählt wurde. In späteren Tatort-Folgen wurde es zum Ritual, dass Stoever und Brockmöller eine Gesangseinlage darboten. Es erschienen nunmehr auch einige CDs als Wiederveröffentlichungen von LPs, die er in der DDR zusammen mit Günther Fischer aufgenommen hatte, und neue, auf denen er gemeinsam mit seiner Tochter Fanny Krug singt. 1979 erschien seine LP Da bist du ja.
Manfred Krug war auch als Schriftsteller tätig. Seine Biografien Abgehauen (1996) und Mein schönes Leben (2005) wurden zu Bestsellern. 2008 erschien sein Erzählband Schweinegezadder. Krug wirkte in einigen Hörspielen des Rundfunks mit und arbeitete als Synchronsprecher. Als Sprecher las er unter anderem eigene Texte.
Nach seinem letzten Tatort im Jahr 2001 zog er sich aus dem Film- und Fernsehgeschäft zurück. Zuletzt trat Krug zusammen mit der Jazzsängerin Uschi Brüning und seiner Band unter dem Titel Manfred Krug liest und s(w)ingt auf. Sein letztes Konzert gab er am 5. August 2016 auf der Burg Storkow in Storkow (Mark).

### Werbekampagnen
Krug nahm auch Aufträge in der Werbung an, unter anderem für Pan Am und die Deutsche Telekom, die den Börsengang der „T-Aktien“ im Jahr 1996 vorbereitete. Nach einer Interviewbemerkung, in der er sich für die Verluste entschuldigte, die die Telekom-Aktionäre erlitten hatten, trennte sich die Telekom von Krug. Über zehn Jahre später bezeichnete er die Werbespots als seinen „größten beruflichen Fehler“. Krug erklärte gegenüber dem Magazin Stern im Januar 2007: „Ich entschuldige mich aus tiefstem Herzen bei allen Mitmenschen, die eine von mir empfohlene Aktie gekauft haben und enttäuscht worden sind.“
In der Kampagne einer Rechtsschutzversicherung erschien er als Rechtsanwalt, womit auf seine Rolle als „Anwalt Liebling“ angespielt wurde („Advocard ist Anwalts Liebling!“). Ab 2010 erschien Krug in einer Anzeigenkampagne der Mercedes-Benz Bank, deren Motiv auf die Serie Auf Achse Bezug nahm. Für den Zementhersteller Dyckerhoff wirkte er als Erzähler in einem Film mit, der das Unternehmen porträtierte.
Krug gab laut Betreiber des Thüringer Kloßmuseums in Heichelheim den Anstoß für die Gründung des Museums. Auf der Suche nach Ersatz für seine defekte Kloßpresse habe der Schauspieler 1995 den Heichelheimer Kloßhersteller auf der Berliner Grünen Woche angesprochen. Auf eine Anzeige des Unternehmens hin bekam es so viele Pressen zugesandt, dass der Aufbau einer Sammlung beschlossen wurde. Am Eingang der Ausstellung hängt ein Brief des Schauspielers, in dem er sich „von ganzem Herzen“ bedankt.

### Privates

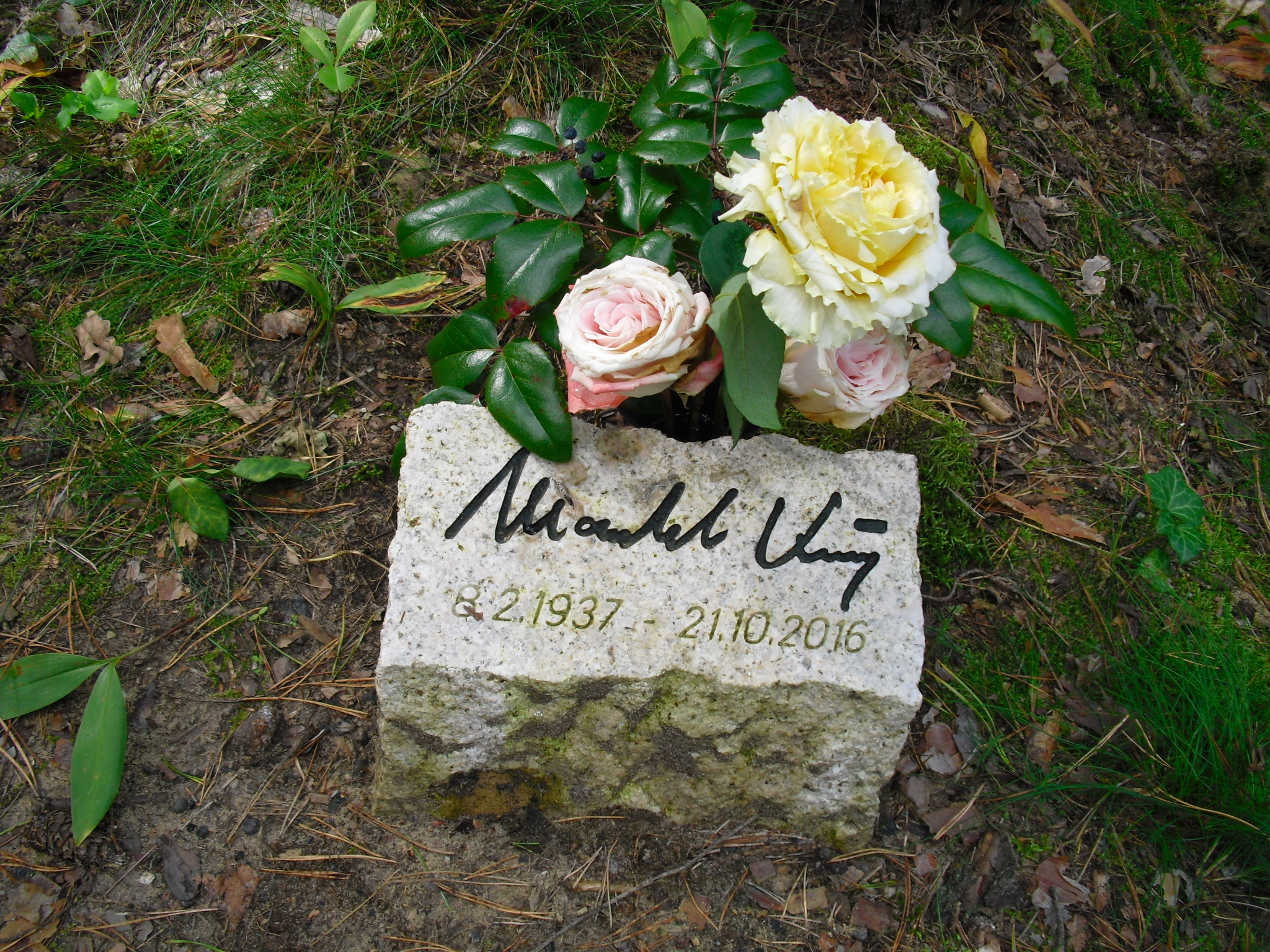
Manfred Krugs Grabstein mit einem Autogramm auf dem Südwestkirchhof Stahnsdorf

Manfred Krug war ab 1963 mit Ottilie Krug (* 4. Januar 1942; † 27. Oktober 2020) verheiratet; aus der Ehe gingen drei Kinder hervor, darunter die Sängerin Fanny Krug.
2002 wurde bekannt, dass er darüber hinaus eine 1995 geborene nichteheliche Tochter hatte. Boulevardmedien schrieben von einer langjährigen Beziehung mit der Mutter des Kindes, der Schauspielerin Petra Duda. Sie sei Nebendarstellerin in Fernsehserien, in denen Krug die Hauptrolle spielte wie z. B. Liebling Kreuzberg, Auf Achse, Neuner und 1991 mit ihm in Der zerbrochene Krug auf Theatertournee gewesen. In seinen posthum veröffentlichten Tagebüchern nennt Krug den Namen und das Geburtsdatum seiner Tochter. Anlässlich des Erscheinens der Tagebücher bestätigten Daniel Krug und seine Halbschwester Marlene Duda in einem gemeinsamen Interview die langjährige Existenz einer Zweitfamilie Krugs mit der Schauspielerin Petra Duda und der gemeinsamen Tochter Marlene.
Krug lebte zuletzt in Berlin-Charlottenburg. Er starb am 21. Oktober 2016 im Alter von 79 Jahren im Kreise seiner Familie an einer Lungenentzündung und wurde am 3. November auf dem Südwestkirchhof Stahnsdorf beigesetzt.
Im Oktober 2024 wurde das Manfred-Krug-Archiv an der Berliner Akademie der Künste eröffnet. Es umfasst Fotos und Produktionsunterlagen zu Krugs Filmen wie Platten, außerdem Manuskripte, Tagebücher sowie Briefe. Die Materialien belaufen sich auf mehr als 40.000 Seiten, es finden sich hierin auch Krugs handschriftliche Zusätze. Seine ganze Persönlichkeit werde deutlich, bis hin zu politischen Einstellungen. Der Zugang zum Archiv ist frei möglich.

## Krugs Musik
Seit 2008 widmet sich das Putensen Beat Ensemble des norddeutschen Schauspielers und Musikers Thomas Putensen dem Werk Manfred Krugs aus den 1970er Jahren mit regelmäßigen Konzerten.

## Filmografie (Auswahl)
- 1957: Die Schönste (nur Zensurfassung)
- 1957: Vergeßt mir meine Traudel nicht
- 1957: Ein Mädchen von 16 ½
- 1959: Wenn die Nacht kein Ende nimmt
- 1959: Ware für Katalonien
- 1959: Reportage 57
- 1959: Bevor der Blitz einschlägt
- 1960: Leute mit Flügeln
- 1960: Was wäre, wenn …?
- 1960: Fünf Patronenhülsen
- 1961: Professor Mamlock
- 1961: Guten Tag, lieber Tag
- 1961: Drei Kapitel Glück
- 1961: Urfaust (Fernsehen)
- 1962: Auf der Sonnenseite
- 1962: Königskinder
- 1962: Revue um Mitternacht
- 1962: Minna von Barnhelm oder Das Soldatenglück
- 1962: Der Kinnhaken (auch Drehbuch)
- 1963: Komm mit nach Montevideo (Fernsehen, Filmgesang)
- 1963: Beschreibung eines Sommers
- 1963: Nebel
- 1963: Der Boxer und der Tod (Boxer a smrť)
- 1963: Der Andere neben dir (Fernsehen)
- 1964: Sommer in Heidkau (Fernsehen)
- 1964: Das Stacheltier: Engel, Sünden und Verkehr, 1. Schutzengel
- 1964: Mir nach, Canaillen!
- 1964: Das Märchen vom Jens und dem Kasper (Kurzfilm, Stimme)
- 1965: Die Antike Münze
- 1965: König Drosselbart
- 1965: … nichts als Sünde (Synchronisation Gesang)
- 1966: Es genügt nicht 18 zu sein (Sprecher)
- 1966: Spur der Steine
- 1966: Fräulein Schmetterling
- 1966/1972: Der kleine Prinz (Balladensänger)
- 1967: Frau Venus und ihr Teufel
- 1967: Die Fahne von Kriwoj Rog
- 1967: Turlis Abenteuer (Stimme und Gesang)
- 1968: Wege übers Land (Fernsehen, 5 Teile)
- 1968: Abschied
- 1968: Hauptmann Florian von der Mühle
- 1969: Käuzchenkuhle
- 1969: Mit mir nicht, Madam!
- 1969: Weite Straßen – stille Liebe
- 1970: Meine Stunde Null
- 1970: Junge Frau von 1914 (Fernsehfilm)
- 1970: Netzwerk
- 1970: Sonntag, den… – Briefe aus einer Stadt (Fernsehfilm, Filmgesang)
- 1971: Zwischen Freitag und morgen (Fernsehen, Stimme)
- 1971: Husaren in Berlin
- 1971: Die Verschworenen (Fernsehen, 5 Teile)
- 1972: Die gestohlene Schlacht
- 1972: Eolomea (Synchronstimme)
- 1972: Der Mann, der nach der Oma kam (Filmgesang)
- 1973: Stülpner-Legende (Fernsehen, 7 Folgen)
- 1973: Giovanni Boccaccio (Sprecher)
- 1974: Wie füttert man einen Esel
- 1974: Ansichtssachen
- 1974: Kit & Co
- 1976: Daniel Druskat (Fernsehen, 5 Teile)
- 1976/1979: Abschied vom Frieden (Fernsehen, 3 Teile)
- 1977: Der rasende Roland (Filmgesang)
- 1977/1979: Feuer unter Deck
- 1978: Das Versteck
- 1978: Paul kommt zurück (Fernsehen)
- 1978: Die Faust in der Tasche
- 1978: Martha (Theaterverfilmung)
- 1979: Phantasten (Fernsehen)
- 1980: Ein Mann fürs Leben (Fernsehen)
- 1980–1993: Auf Achse (Fernsehserie, 67 Folgen)
- 1981: Flächenbrand (Fernsehen)
- 1981: Das Traumschiff – Die erste Reise: Karibik (Fernsehreihe)
- 1982: Die Fischer von Moorhövd (Fernsehserie, 14 Folgen)
- 1982: Väter (Fernsehen)
- 1982–1985: Sesamstraße (Fernsehserie)
- 1983: Die Krimistunde (Fernsehserie, Folge 5, Episode: „Die Leiden eines Rauchers“)
- 1983: Geschichten aus der Heimat (Fernsehserie) Folge: Das Silvesterbaby
- 1983: Rendezvous der Damen (Fernsehen)
- 1983: Wer raucht die letzte? (Fernsehen)
- 1983: Konsul Möllers Erben (Fernsehserie, 4 Folgen)
- 1983: Das Traumschiff: Marrakesch (Fernsehreihe)
- 1983: Jakob und Adele – Vorstufe zur Toleranz (Fernsehserie)
- 1984–2001: Tatort (Fernsehreihe, 41 Folgen, siehe Stoever und Brockmöller)
- 1985: Ein Heim für Tiere (Fernsehserie, Folge 1x04)
- 1986: Whopper Punch 777
- 1986–1987: Detektivbüro Roth (Fernsehserie, 34 Folgen)
- 1986–1998: Liebling Kreuzberg (Fernsehserie, 58 Folgen)
- 1988: Die Krimistunde (Fernsehserie, Folge 30, Episode: „Lauter schlechte Nachrichten“)
- 1990: Rosamunde
- 1990: Wenn du groß bist, lieber Adam (Produktion 1965)
- 1990: Neuner
- 1994: Der Blaue
- 1994–1995: Wir sind auch nur ein Volk (Fernsehserie, 8 Folgen)
- 1998: Abgehauen

## Synchronrollen (Auswahl)
- 1957: Josef Mixa als Martin in Jan Hus

## Diskografie

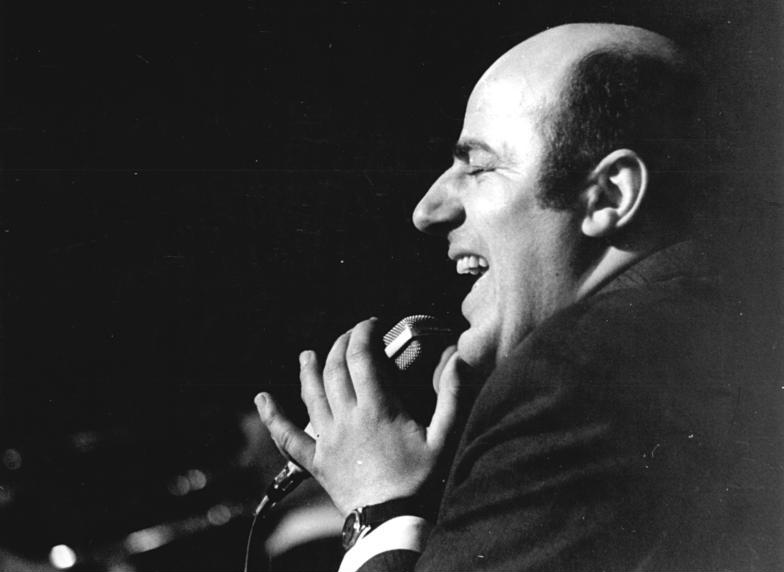
Manfred Krug 1972 bei einem Konzert

### Alben
- 1965: Jazz und Lyrik (von einem Konzert 1964 mit Eberhard Esche und den Jazz Optimisten Berlin), LP, Amiga
- 1965: Manfred Krug und die Modern Jazz Big Band, LP, Amiga
- 1966: Lyrik – Jazz – Prosa (zusammen mit Eberhard Esche, Gerd E. Schäfer, Annekathrin Bürger und anderen), LP, Amiga, dann in verschiedenen Ausgaben und unter verschiedenen Namensvarianten
- 1968: Manfred Krug spricht und singt Carl Michael Bellman – Fredmanns Episteln an diese und jene aber hauptsächlich an Ulla Winblad, LP, Litera
- 1969: Onkel Toms Hütte (Hörspiel, Krug singt zwei Spirituals), LP, Litera
- 1971: Krug No. 1 – Das war nur ein Moment, LP, Amiga
- 1972: Krug No. 2 – Ein Hauch von Frühling (LP, Amiga 855279)
- 1974: Krug No. 3 – Greens, LP, Amiga
- 1976: Krug No. 4 – Du bist heute wie neu, LP, Amiga
- 1979: Da bist du ja (LP, Intercord)
- 1980: Lieder von drüben (Kompilation), 2 LP, Intercord
- 1995: Jazz – Lyrik – Prosa (Auswahl von Lyrik – Jazz – Prosa 1965), CD, Amiga
- 1997: Manfred Krug Anthologie (Kompilation), 2 CD, Hansa
- 1998: Abgehauen – die Musik zum Film, CD, Amiga
- 2000: Tatort, die Songs (zusammen mit Charles Brauer), CD, Warner Strategic Marketing
- 2000: Das Beste von Manfred Krug 1962–1977 (Kompilation), CD, Amiga
- 2000: Deutsche Schlager, CD, Warner Special Marketing
- 2000: Schlafstörung, CD, Amiga
- 2001: Manfred Krug Live mit Fanny (zusammen mit Fanny Krug), 2 CD, Amiga
- 2002: Der Weihnachtskrug, CD, Warner Special Marketing
- 2003: Sweet Nothings (zusammen mit Decebal Badila, Fanny Krug), CD, BMG-Amiga
- 2014: Auserwählt (zusammen mit Uschi Brüning), CD, Edel:Content
- 2018: Noch nicht ganz weg – Das letzte DDR-Konzert, CD, Künstlerhafen

### Singles
- 1962: Über die Liebe (nur B-Seite, Duett mit Christel Bodenstein), Amiga
- 1962: Summertime / Auf der Sonnenseite (mit den Jazz Optimisten Berlin), Amiga
- 1963: Twist in der Nacht / Vor einem Jahr, Amiga
- 1964: Rosetta (mit den Jazz Optimisten Berlin) / Wenn du schläfst, mein Kind, Amiga
- 1965: Es steht ein Haus in New Orleans (mit Franke Echo Quintett) / Ich weiß ein Mädchen, Amiga
- 1967: Wenn Du traurig bist / Jeder Tag mit dir (mit Klaus Lenz-Sextett), Amiga

### Alben anderer Künstler mit Krug-Liedern
- 2017: Manfred Krug – Seine Lieder, Hommage-Album mit Interpretationen von Charles Brauer, Bill Ramsey, Axel Prahl, Stefan Gwildis, Ulrich Tukur, Jan Plewka, Heinz Rudolf Kunze, Die Prinzen, Joy Fleming, Gunter Gabriel, Fanny Krug und Uschi Brüning[35], DE: Gold (German Jazz Award)[34]

### Hörspiele
- 1959: Friedrich Karl Kaul/Walter Jupé: Alles beim alten – Regie: Gert Beinemann (Hörspiel – Rundfunk der DDR)
- Edgar Wallace: Der Zinker. Mit Sascha Draeger, Alexandra Doerk u. a. Gruner + Jahr, Hamburg 1982, Best.-Nr. maritim 295 036-210 (LP).
- Edgar Wallace: Der Frosch mit der Maske. Mit Sascha Draeger, Alexandra Doerk u. a. Gruner + Jahr, Hamburg 1982, Best.-Nr. maritim 295 037-210 (LP).
- Edgar Wallace: Der Hexer. Mit Sascha Draeger, Alexandra Doerk u. a. Gruner + Jahr, Hamburg 1982, Best.-Nr. maritim 295 035-210 (LP).
- Edgar Wallace: Die toten Augen von London. Mit Sascha Draeger, Alexandra Doerk u. a. Gruner + Jahr, Hamburg 1982, Best.-Nr. maritim 295038-210 (LP).
- Manfred Krug: Abgehauen. Econ Verlag, 1996, ISBN 978-3-430-15725-4 (4 CDs).
- Manfred Krug: Schweinegezadder und anderes. Teil 1. Ullstein-Hörverlag, Berlin 2000, ISBN 3-550-09001-3 (CD, MCs).
- Manfred Krug: Schweinegezadder und anderes. Teil 2. Ullstein-Hörverlag, Berlin 2001, ISBN 3-550-09028-5 (CD, MCs).
- Thomas Brussig: Leben bis Männer. Roof Music, Bochum 2001, ISBN 3-936186-54-5 (2 CDs).
- Manfred Krug: Mein schönes Leben. Der Hörverlag, München 2004, ISBN 3-89940-399-1 (8 CDs).
- Bertolt Brecht: Geschichten vom Herrn Keuner. Lesung/Deutschlandradio Kultur. Der Audio-Verlag, Berlin 2005, ISBN 3-89813-406-7 (CD).
- Jurek Becker: Jurek Beckers Neuigkeiten an Manfred Krug und Otti. Roof Music, Bochum 2005, ISBN 3-936186-81-2 (2 CDs).
- Bertolt Brecht: Lust des Beginnens. Lesung/Deutschlandradio Kultur. Der Audio-Verlag, Berlin 2006, ISBN 3-89813-517-9 (CD).

## Bücher
- Abgehauen. Ein Mitschnitt und ein Tagebuch. Econ, Düsseldorf 1996, ISBN 978-3-547-75723-1.
- 66 Gedichte, was soll das? Econ, Düsseldorf 1999, ISBN 3-430-15728-5 (Buch und CD).
- Mein schönes Leben. Econ, München 2003, ISBN 3-430-15733-1.
- Schweinegezadder. Schöne Geschichten. Ullstein Verlag, Berlin 2008, ISBN 978-3-550-08731-8.
- MK Bilderbuch. Ein Sammelsurium. Schwarzkopf & Schwarzkopf, Berlin 2012, ISBN 978-3-86265-106-1.
- Ich sammle mein Leben zusammen: Tagebücher 1996–1997, Schädlich, Krista Maria (Hrsg.), Kanon Verlag, Berlin 2022, ISBN 978-3-9856802-0-7.
- Ich bin zu zart für diese Welt: Tagebücher 1998–1999, Schädlich, Krista Maria (Hrsg.), Kanon Verlag, Berlin 2023, ISBN 978-3-9856802-3-8.
- Ich beginne wieder von vorn: Tagebücher 2000–2001, Schädlich, Krista Maria (Hrsg.), Kanon Verlag, Berlin 2024, ISBN 978-3-9856802-6-9.

## Auszeichnungen
- 1962: Heinrich-Greif-Preis I. Klasse für Auf der Sonnenseite im Kollektiv
- 1963: Erich-Weinert-Medaille für Beschreibung eines Sommers mit Christel Bodenstein
- 1968: Nationalpreis der DDR I. Klasse für Wege übers Land im Kollektiv
- 1968: Fernsehliebling der DDR
- 1969: Fernsehliebling der DDR
- 1971: Nationalpreis der DDR II. Klasse
- 1971: Fernsehliebling der DDR
- 1972: Ehrende Anerkennung beim Filmfestival der Werktätigen der ČSSR für Die gestohlene Schlacht
- 1973: Verdienstmedaille der DDR
- 1973: Fernsehliebling der DDR
- 1979: Goldene Europa der Europawelle Saar
- 1984: Goldener Bambi
- 1986: Goldener Gong für Liebling Kreuzberg
- 1987: Adolf-Grimme-Preis mit Gold für die 3. Folge von Liebling Kreuzberg (zusammen mit Jurek Becker und Heinz Schirk)
- 1988: Adolf-Grimme-Preis mit Silber für die gesamte Serie Liebling Kreuzberg (zusammen mit Jurek Becker und Heinz Schirk)
- 1990: Goldene Kamera
- 1990: Bayerischer Fernsehpreis für die Fernsehserie Liebling Kreuzberg (SFB/NDR/WDR), zusammen mit Jurek Becker und Werner Masten
- 2001: Goldene Kamera (Leserwahl zum beliebtesten Tatort-Kommissar), zusammen mit Charles Brauer, Götz George und Eberhard Feik
- 2006: Platin-Romy für das Lebenswerk
- 2010: Goldener Ochse beim Filmkunstfest Mecklenburg-Vorpommern
- 2013: Verdienstkreuz 1. Klasse der Bundesrepublik Deutschland
- 2015: Europäischer Kulturpreis für das künstlerische Lebenswerk
- 2016: Paula: Preis des Progress Film-Verleih für Künstler, die ihre Karriere in der DEFA begannen und sich um den gesamtdeutschen Film verdient gemacht haben